# Christopher Sullivan
Christopher Sullivan (né le 18 avril 1965 à San José en Californie) est un joueur de soccer international américain qui évoluait au poste de milieu de terrain et d'attaquant.

## Biographie

### Carrière en club
Christopher Sullivan évolue dans sept pays différents. Il joue aux États-Unis, en France, en Hongrie, en Suède, au Danemark, en Allemagne, et enfin au Mexique.
Il dispute 16 matchs en première division hongroise avec le club du Győri ETO, inscrivant un but, et 24 matchs en Major League Soccer avec les Earthquakes de San José, marquant deux buts. 
Il joue également six matchs en deuxième division allemande (0 but), et six matchs en deuxième division suédoise (deux buts).

### Carrière en sélection
Christopher Sullivan reçoit 19 sélections en équipe des États-Unis entre 1987 et 1992, inscrivant deux buts.
Il participe avec l'équipe des États-Unis à la Coupe du monde de 1990. Lors du mondial organisé en Italie, il joue deux matchs : contre la Tchécoslovaquie, puis contre le pays organisateur. Il s'agit de deux défaites.

## Palmarès
Hertha Berlin
- Coupe d'Allemagne :
  - Finaliste : 1992-93.